# Paolo Bartek
Paolo Bartek (Cuneo, 5 luglio 1974) è un ex pallavolista italiano.
Giocava nel ruolo di schiacciatore.

## Carriera
La carriera di Paolo Bartek si svolge quasi interamente nel Cuneo Volley Ball Club, dalle giovanili fino al ritiro, avvenuto nel 1996. Gioca a Cuneo per cinque stagioni in Serie A1, intervallate da un'annata al Petrarca Pallavolo di Padova. Nell'ultima stagione con la formazione cuneese vince due trofei, la Coppa Italia e la Coppa CEV, partecipando ai primi successi in assoluto della squadra.

## Palmarès
- Coppa Italia: 1

1995-96
- Coppa CEV: 1

1995-96